# A Chip Off the Old Block (album discografico)
A Chip Off the Old Block è un album di Stanley Turrentine, pubblicato dalla Blue Note Records nel 1964.
Il disco fu registrato il 21 ottobre del 1963 al "Rudy Van Gelder Studio" a Englewood Cliffs nel New Jersey (Stati Uniti).

## Tracce
Lato A
1. One O'Clock Jump – 7:47 (Count Basie)
2. Midnight Blue – 9:50 (Neal Hefti)

Lato B
1. Blues in Hoss' Flat – 6:39 (Count Basie, Frank Foster)
2. Spring Can Really Hang You Up the Most – 6:14 (Fran Landesman, Tommy Wolf)
3. Cherry Point – 5:57 (Neal Hefti)

CD del 2009, pubblicato dalla Blue Note Records
1. One O'Clock Jump – 7:47 (Count Basie)
2. Midnight Blue (Neal Hefti)
3. Blues in Hoss' Flat – 6:39 (Count Basie, Frank Foster)
4. Spring Can Really Hang You Up the Most – 6:14 (Fran Landesman, Tommy Wolf)
5. Cherry Point – 5:57 (Neal Hefti)
6. One O'Clock Jump. [first version] – 8:15 (Count Basie) – Bonus track
7. Cherry Point. [first version] – 7:08 (Neal Hefti) – Bonus track

## Musicisti
Stanley Turrentine Quintet
- Stanley Turrentine - sassofono tenore
- Blue Mitchell - tromba
- Shirley Scott - organo
- Earl May - contrabbasso
- Al Harewood - batteria